# Sungai Benuh
Sungai Benuh is een bestuurslaag in het regentschap Tanjung Jabung Timur van de provincie Jambi, Indonesië. Sungai Benuh telt 113 inwoners (volkstelling 2010).